# سیارک ۸۴۵

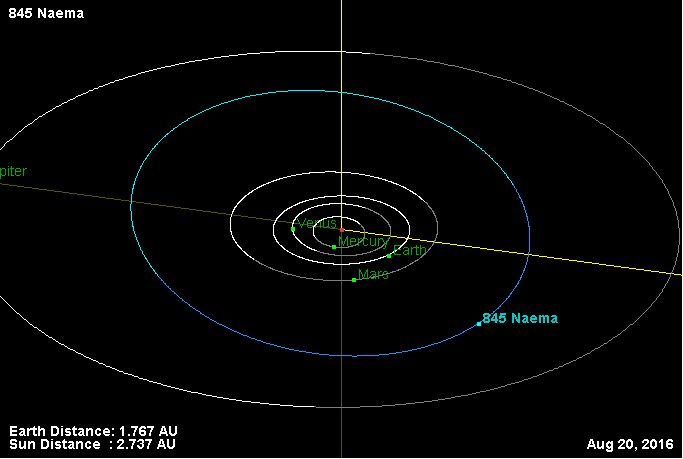
نمایی از محل قرارگیری سیارک ۸۴۵ در مدار – ۲۰۱۶

سیارک ۸۴۵ (به انگلیسی: 845 Naema، نامگذاری:1916AS) هشتصد و چهل و پنجمین سیارک کشف شده‌است که در ۱۶ نوامبر ۱۹۱۶ و در هایدلبرگ کشف شد.
قدر مطلق سیارک برابر ۹٫۷۰ است.